# Eublemma spirogramma
Eublemma spirogramma là một loài bướm đêm trong họ Erebidae.